# Гафо, Людмила Георгиевна
Людмила Георгиевна Гафо (бел. Людміла Георгіеўна Гафо; 2 ноября 1919, Оленевка, Таврическая губерния — 2 марта 2022, Минск) — советский белорусский архитектор. Разработчица многих послевоенных проектов застройки Минска.

## Биография
Родилась в семье греческого рыбака. После окончания школы в г. Евпатория поступила на факультет архитектуры Одесского инженерно-строительного института. В 1941 году после окончания 3-го курса института вместе с другими студентами была направлена на производственную практику в г. Подольск, где её застала Вторая мировая война. Вместе с однокурсниками перевелась на учебу в Московский архитектурный институт, где совмещала учебу с маскировкой объектов Москвы, копанием противотанковых рвов. В 1942 году институт была эвакуирована в Ташкент, где 23-летняя Людмила Гафо работала копировальщицей. В 1945 году институт вернулся в Москву, Людмила Гафо получила диплом и была направлена на восстановление Минска.
Работала в институте «Белсельпраект» (1945-1947), Управлении по делам архитектуры Минска (1947-1949), институте «Белгоспроект» (1949-1953). В 1954-1983 годах была главным архитектором проектов в мастерской генплана института «Минскпроект». Член Союза архитекторов СССР с 1946 года.
Жила в г. Минске. Умерла 2 марта 2022 года.

## Работы
Основные работы: генпланы Минска на 1980 (1963) и на 2000 (1980), корректировка генплана на 1980 и основные направления развития Минска на 2000 (1971), ТЭО генплана Минска на 2010 (1979, все в авторском коллективе). Под ее руководством и в авторском коллективе разработаны проекты планировки Ленинского проспекта (1947), западной планировочной зоны Минска (1974), промышленного района по ул. Платонова (1972), Министерства промышленности (1973), проект силуэта Минска (1973), парка Победы (1967), жилых районов Восток 1 (1965), Юго-Запад 2, 3 (1976), по Логойскому тракту (1954), улицам Московской, Чкалова, Брилевской (все 1955), К. Либкнехта (1958), Аэродромной (1967), Горького (1969).

## Семья
В браке с архитектором Натаном Шпигельманом, сын Юрий Натанович, специалист в области металлургии и материаловедения.

## Награды
Награждена медалями, Почетной грамотой Президиума Верховного Совета БССР (1979), премия Совета Министров СССР (1985, в авторском коллективе) за разработку генплана развития Минска.

## Память
- Имя главного архитектора Минскпроекта (1954–1984) Людмилы Гафо присвоено одной из улиц в Минске (бел. вуліца Людмілы Гафо; рус. улица Людми́лы Гафо́)[4].